# Comuna Šestanovac, Split-Dalmația
Šestanovac este o comună în cantonul Split-Dalmația, Croația, având o populație de 1.958 de locuitori (2011).

## Demografie
Componența etnică a comunei Šestanovac
     Croați (99,54%)
     Necunoscut (0%)
     Neclasificat (0,2%)
Componența confesională a comunei Šestanovac
     Catolici (99,49%)
     Necunoscută (0,2%)
     Alte religii (0,31%)
Conform recensământului din 2011, comuna Šestanovac avea 1.958 de locuitori. Din punct de vedere etnic, majoritatea locuitorilor (99,54%) erau croați. Din punct de vedere confesional, majoritatea locuitorilor (99,49%) erau catolici. Pentru 0,2% din locuitori nu este cunoscută apartenența confesională.